# Haplochromis azureus
Haplochromis azureus es una especie de peces de la familia Cichlidae en el orden de los Perciformes.

## Morfología
- Los machos pueden llegar alcanzar los 9,6 cm de longitud total.
- Número de  vértebras: 29-31.[2]

## Alimentación
Come plancton.

## Hábitat
Vive en zonas de clima tropical

## Distribución geográfica
Se encuentran en África: es una especie  endémica de un grupo de islas en medio del Golfo Speke (lago Victoria, Tanzania ).